# زالا
بلدية زالا (بالإسبانية: Zalla)‏ هي بلدية تقع في مقاطعة بيسكاي, التي تقع في منطقة الباسك شمالي إسبانيا.

## أعلام
- إكسيكير اوزيرينخواريجي

## وصلات خارجية
- (بالإسبانية)